# Phasmomantis sumichrasti
Phasmomantis sumichrasti es una especie de mantis de la familia Mantidae.

## Distribución geográfica
Se encuentra en Guatemala, Honduras, México y Nicaragua.